# RStudio
Aplikace RStudio (anglická výslovnost [ˌaːrˈstjuːdiəu, Amer ˈstuː-]) je svobodné a otevřené vývojové prostředí, umožňující komfortní práci v programovacím jazyce R. Založil jej Joseph J. Allaire a hlavním vývojářem je Hadley Wickham.
RStudio je volně stažitelné z internetu a je k dispozici ve dvou verzích:
- RStudio Desktop – program běží lokálně na počítači jako místní (anglicky local [ˈləukl]) program;
- RStudio Server – program běží na vzdáleném linuxovém serveru a přístup je dostupný z vašeho internetového prohlížeče.

Distribuce RStudio Desktop je dostupná pro MS Windows, macOS a Linux. Obě verze RStudia jsou jak v open source (volně dostupné), tak komerční variantě.
RStudio je napsané v programovacím jazyce C++ a pro grafické uživatelské rozhraní používá aplikační rámec Qt.

## Historie
Vývoj RStudia započal okolo prosince 2010 a první veřejně dostupná beta verze (v0.92) byla oficiálně vydána v únoru 2011. Verze 1.0 byla vydána 1. listopadu 2016. Verze 1.1 byla vydána 9. října 2017.

## Funkce
- zvýraznění syntaxe, doplnění a nabídka doplnění kódu
- snadná správa souborů a složek, tvorba projektů
- vyhledávání v kódu, snadné procházení kódu
- možnost procházet a vyhledávat v historii
- historie a procházení vytvořených obrázků a grafů
- snadný export grafických výstupů do PDF, png a dalších formátu v kýženém rozlišení
- integrovaná nápověda a R dokumentace